# Mr. Morale & the Big Steppers
Mr. Morale & the Big Steppers – piąty album studyjny amerykańskiego rapera Kendricka Lamara. Został wydany 13 maja 2022 roku nakładem wytwórni pgLang, Top Dawg Entertainment, Aftermath Entertainment oraz Interscope Records.
Album jest pierwszym projektem rapera po pięcioletniej przerwie, kiedy to w 2017 roku ukazał się jego czwarty album zatytułowany Damn.

## Tło
20 sierpnia 2021 roku Kendrick Lamar za pośrednictwem strony oklama.com udostępnił wpis, w którym wyraził przemyślenia oraz refleksje nad swoim życiem, jak i dalszą przyszłością, wspominając między innymi, że ostatni okres w jego życiu był bardzo ciężki, wiele uczuć zaburzało codzienne funkcjonowanie jego, jak i jego rodziny. Poinformował również, że trwa produkcja jego ostatniego albumu pod szyldem Top Dawg Entertainment, kontynuując tym samym swoje życiowe powołanie, dokładając w ten sposób cegiełkę do kultury, którą kształtował przez siedemnaście lat swojej kariery. Na koniec wspomniał, że modli się za swoich fanów i dziękuje im za ciągłą pamięć o nim.
18 kwietnia 2022 roku za pomocą mediów społecznościowych ogłosił w formie wpisu, którego adresatem była jego spółka pgLang, że 13 maja 2022 roku wyda album zatytułowany „Mr. Morale & The Big Steppers”.

## Lista utworów
| Część 1 – Big Steppers | Część 1 – Big Steppers                                   | Część 1 – Big Steppers | Część 1 – Big Steppers                                               | Część 1 – Big Steppers |
| Nr                     | Tytuł utworu                                             | Tekst | Producent                                                            | Długość                |
| ---------------------- | -------------------------------------------------------- | --- | -------------------------------------------------------------------- | ---------------------- |
| 1.                     | „United in Grief”                                        | Kendrick Duckworth · Sam Dew · Mark Spears · Jason Pounds · Duval Timothy · Matt Schaeffer · Johnny Kosich · Jake Kosich · Timothy Maxey                                           | OKLAMA · Sounwave · J.LBS · Duval Timothy · Beach Noise · Tim Maxey  | 4:15                   |
| 2.                     | „N95”                                                    | Duckworth · Dew · Matthew Samuels · Spears · Jahaan Sweet · Hykeem Carter | Boi-1da · Sounwave · Jahaan Sweet · Baby Keem                        | 3:15                   |
| 3.                     | „Worldwide Steppers”                                     | Duckworth · Dew · Spears · Donte Perkins · Pounds · Vincent Crane · Pat Darnell | Sounwave · Tae Beast · J.LBS                                         | 3:23                   |
| 4.                     | „Die Hard” (gość. Blxst i Amanda Reifer)                 | Duckworth · Matthew Burdette · Amanda Reifer · Dew · Stephen Bruner · Victor Ekpo · Spears · Dacoury Natche · Carter · Pounds · Michael Mulé · Isaac De Boni · M. Smith · R. Smith | Sounwave · DJ Dahi · Baby Keem · J.LBS · FnZ                         | 3:59                   |
| 5.                     | „Father Time” (gość. Sampha)                             | Duckworth · Sampha Sisay · Spears · Natche · Schaeffer · Jo. Kosich · Ja. Kosich · Daniel Tannenbaum · Timothy · Ekpo · K. Jones                                                   | Sounwave · DJ Dahi · Beach Noise · Bekon · Timothy · Grandmaster Vic | 3:42                   |
| 6.                     | „Rich (Interlude)”                                       | Bill Kapri · Dew · Timothy | Timothy                                                              | 1:43                   |
| 7.                     | „Rich Spirit”                                            | Duckworth · Dew · Spears · Natche · Frano Huet · tA. Thomas · D. Dennis · G. Jackson · M. Hall                                                                                     | Sounwave · DJ Dahi · franO                                           | 3:22                   |
| 8.                     | „We Cry Together” (gość. Taylour Paige)                  | Duckworth · Daniel Maman · Pounds · Tannenbaum · Florence Welch · G. Peacock | The Alchemist · J.LBS · Bekon                                        | 5:41                   |
| 9.                     | „Purple Hearts” (gość. Summer Walker i Ghostface Killah) | Duckworth · Summer Walker · Dennis Coles · Dew · Anthony Dixon · Spears · Khalil Abdul-Rahman · Pounds · Schaffer · Jo. Kosich · Ja. Kosich                                        | Sounwave · DJ Khalil · J.LBS · Beach Noise                           | 5:29                   |
|                        |                                                          | |                                                                      | 34:49                  |

| Część 2 – Mr. Morale | Część 2 – Mr. Morale                  | Część 2 – Mr. Morale | Część 2 – Mr. Morale                                       | Część 2 – Mr. Morale |
| Nr                   | Tytuł utworu                          | Tekst | Producent                                                  | Długość              |
| -------------------- | ------------------------------------- | --- | ---------------------------------------------------------- | -------------------- |
| 1.                   | „Count Me Out”                        | Duckworth · Dew · Spears · Natche · Pounds | OKLAMA · Sounwave · DJ Dahi · Duval Timothy · Tim Maxey    | 4:43                 |
| 2.                   | „Crown”                               | Duckworth · Dew ·Timothy | Timothy                                                    | 4:24                 |
| 3.                   | „Silent Hill” (gość. Kodak Black)     | Duckworth · Kapri · Samuels · Spears · Sweet · Schaeffer · Jo. Kosich · Ja. Kosich                                                                      | Boi-1da · Sounwave · Sweet · Beach Noise                   | 3:40                 |
| 4.                   | „Savior (Interlude)”                  | Duckworth · Carter · Spears · Pounds | OKLAMA · Sounwave · J.LBS                                  | 2:32                 |
| 5.                   | „Savior” (gość. Baby Keem i Sam Dew)  | Duckworth · Dew · Tannenbaum · Spears · Ronald LaTour · Pounds · Mario Luciano · Tobias Breuer · Tommy Paxton-Beesley                                   | OKLAMA · Sounwave · Cardo · J.LBS · Mario Luciano · Rascal | 3:44                 |
| 6.                   | „Auntie Diaries”                      | Duckworth · Homer Steinweiss · Daniel Krieger · Tannenbaum · Tyler Mehlenbacher · Sergiu Gherman · Craig Balmoris · Schaeffer · Jo. Kosich · Ja. Kosich | Bekon · The Donuts · Craig Balmoris · Beach Noise          | 4:41                 |
| 7.                   | „Mr. Morale”                          | Duckworth · Dew · Avante Santana · Pharrell Williams | Pharrell Williams                                          | 3:30                 |
| 8.                   | „Mother I Sober” (gość. Beth Gibbons) | Duckworth · Beth Gibbons · Dew · Bruner · Spears · Tannenbaum · Pounds                                                                                  | Sounwave · Bekon · J.LBS                                   | 6:46                 |
| 9.                   | „Mirror”                              | Duckworth · Krieger · Stuart Johnson · Spears · Natche · Tannenbaum · Mehlenbacher · Gherman · Balmoris · Maxey                                         | Sounwave · DJ Dahi · Bekon · The Donuts · Balmoris · Maxey | 4:16                 |
|                      |                                       | |                                                            | 38:16                |

### Inne[48][49]
- Utwory „United in Grief”, „Father Time”, oraz „We Cry Together” zawierają narrację Whitney Alford.
- Utwory „Worldwide Steppers”, „Mirror” oraz „Rich (Interlude)” zawierają dodatkowe wokale Kodaka Blacka.
- Utwory „Rich Spirit” oraz „Mr. Morale” zawierają dodatkowe wokale Sama Dewa
- Utwór „Count Me Out” zawiera dodatkowe wokale DJ Dahiego.
- Utwory „Count Me Out”, „Savior (Interlude)”, oraz „Mr. Morale” zawierają narrację Eckharta Tolle.
- Utwór „Savior (Interlude)” zawiera dodatkowe wokale Baby Keema.
- Utwory „Auntie Diaries” oraz „Mirror” zawierają dodatkowe wokale Bekona.
- Producentem o pseudonimie „Oklama” jest Kendrick Lamar.

### Sample[48][49][50]

#### Mr. Morale
- „Dallas Cowboys Look Pathetic vs the Seahawks” – Josh Shango z grupy The Dallas Cowboy Show

#### Savior
- „Hypnotized” – River Tiber

#### Crown
- „Through the Night” – Duval Timothy

#### Father Time
- „You're Not There” – Hoskins 'Ncrowd

#### Die Hard
- „Remember the Rain” – Kadhja Bonet
- „Shimmy Shimmy Ko Ko Bop” – Little Anthony and the Imperials

#### We Cry Togehter
- „June” – Florence & the Machine
- „Valentine” – Gary Peacock, Art Lande i Eliot Zigmund

#### Worldwide Steppers
- „Break Through” – The Funkees
- „Look Up, Look Down” – Soft Touch
- „When There Is No Cheese at the Cookout” – Radel Ortiz

## Certyfikaty i sprzedaż
| Kraj                         | Certyfikat      | Sprzedaż |
| ---------------------------- | --------------- | -------- |
| Australia (ARIA)             | złota płyta     | 35 000+  |
| Austria (IFPI Austria)       | złota płyta     | 7 500+   |
| Brazylia (Pro-Música Brasil) | platynowa płyta | 40 000+  |
| Dania (IFPI Danmark)         | platynowa płyta | 20 000+  |
| Francja (SNEP)               | złota płyta     | 50 000+  |
| Nowa Zelandia (RMNZ)         | platynowa płyta | 15 000+  |
| Polska (ZPAV)                | platynowa płyta | 20 000+  |
| Wielka Brytania (BPI)        | złota płyta     | 100 000+ |
| Włochy (FIMI)                | złota płyta     | 25 000+  |